# 加里利亚诺河
加里利亚诺河（發音：[ɡariʎˈʎaːno]）是義大利中部一條河流。

## 歷史上的意義
二次大戰時，加里利亚诺河位處德軍在意大利中部一系列防線的中心。1944年1月17日，英軍渡過該河。

## 核能發電廠
1959年至1982年間，有一所名為「加里利亚诺」的核電廠。